# بالا غاربا
بالا غاربا (بالإنجليزية: Bala Garba)‏ هو لاعب كرة قدم نيجيري في مركز الهجوم، ولد في 9 أغسطس 1974 في لاغوس في نيجيريا. شارك مع منتخب نيجيريا لكرة القدم. أما مع النوادي، فقد لعب مع كانيمي ويريورز ونادي ستارت ونادي هاوغسوند.